# Пандино
Пандино (итал. Pandino) — коммуна в Италии, располагается в регионе Ломбардия, подчиняется административному центру Кремона.
Население составляет 8391 человек (на 2004 г.), плотность населения составляет 354 чел./км². Занимает площадь 22 км². Почтовый индекс — 26025. Телефонный код — 0373.
Покровительницей коммуны почитается святая Маргарита Антиохийская, празднование в третье воскресение октября.

## Города-побратимы
- Сен-Дениз-ан-Валь, Франция (2001)